# Бучюте, Эляна Нийоле
Эля́на Нийо́ле Бучю́те (лит. Elena Nijolė Bučiūtė, род. 16 февраля 1930, Каунас — 12 марта 2010, Вильнюс) — литовский архитектор, доктор гуманитарных наук, профессор; лауреат Государственной премии Литовской ССР (1980); мать литовского актёра, автора и исполнителя песен Саулюса Барейкиса.

## Биография
Родилась в Каунасе. Окончила Вильнюсский художественный институт (1953). Работала архитектором, затем руководителем группы, главным архитектором проектов Института проектирования гор строительства, Литпроекта (1953—1976). Защитила диссертацию на учёную степень кандидата наук (1968). С 1971 года преподавала в Вильнюсском инженерно-строительном институте (ВИСИ; с 1991 года Вильнюсский технический университет Гядиминаса); профессор (1989) (до 2003 года ; по другим сведениям, до 2002 года).
С 1966 года участвовала в выставках (в Москве, 1966; в Праге, 1972).
С 1994 года руководитель собственной частной творческой студии.
Заслуженный архитектор Литовской ССР, лауреат Государственной премии Литовской ССР (1980).

## Проекты

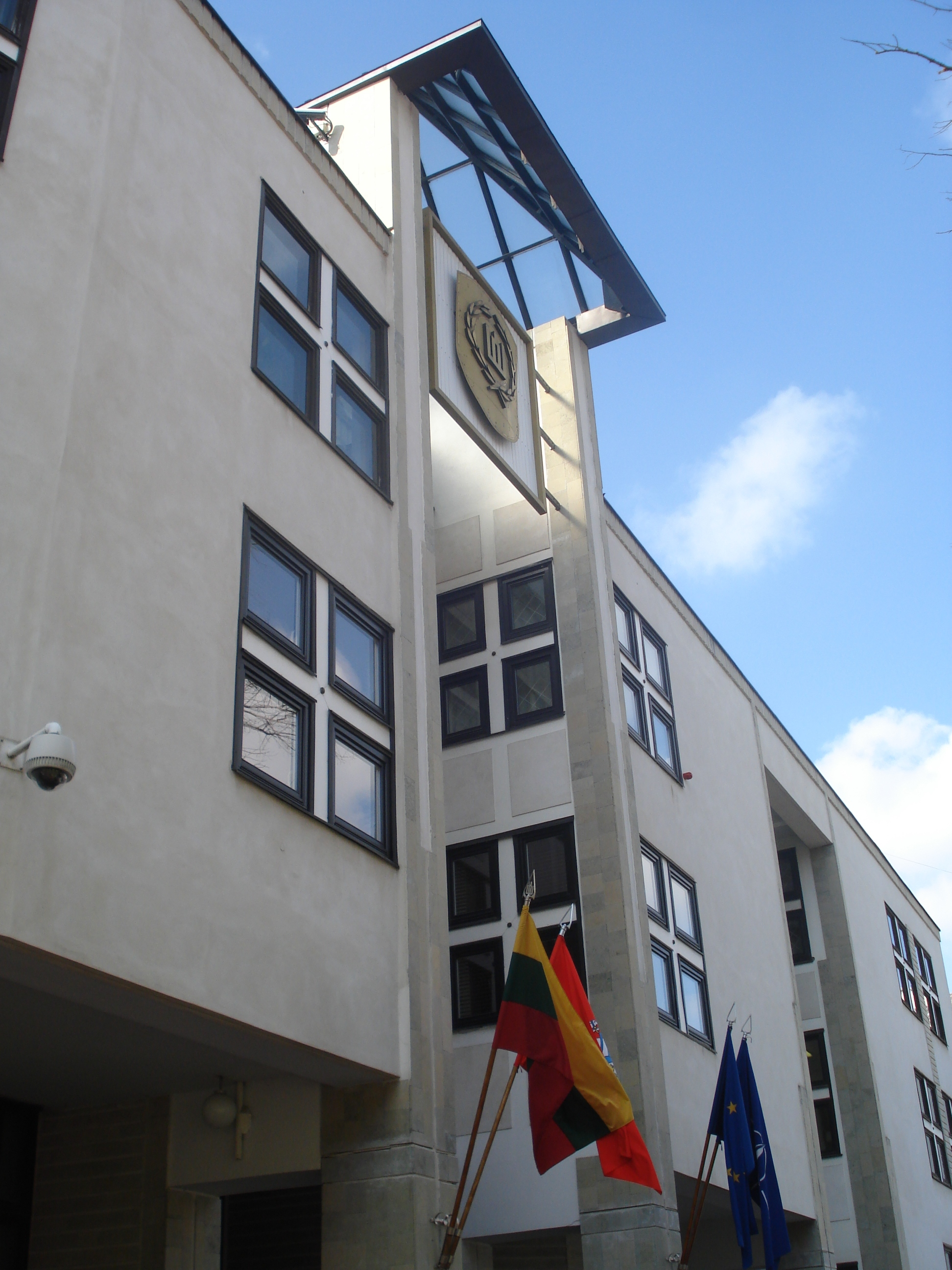
Штаб обороны Министерства охраны края

Автор около пятидесяти проектов. К важнейшим и наиболее значительным относятся:
- здание Министерства сельского хозяйства и Республиканского проектного института по землеустройству (Института проектирования землепользования, 1967 на улице А. Венуолё, напротив Театра оперы и балета),
- мебельный магазин-салон на улице Миндауго (1968) и его реконструкция для нужд магазина «MAXIMA» („Maxima“, 2000),
- здание Госплана (позднее Министерства хозяйства, 1973) на проспекте Гедимина,

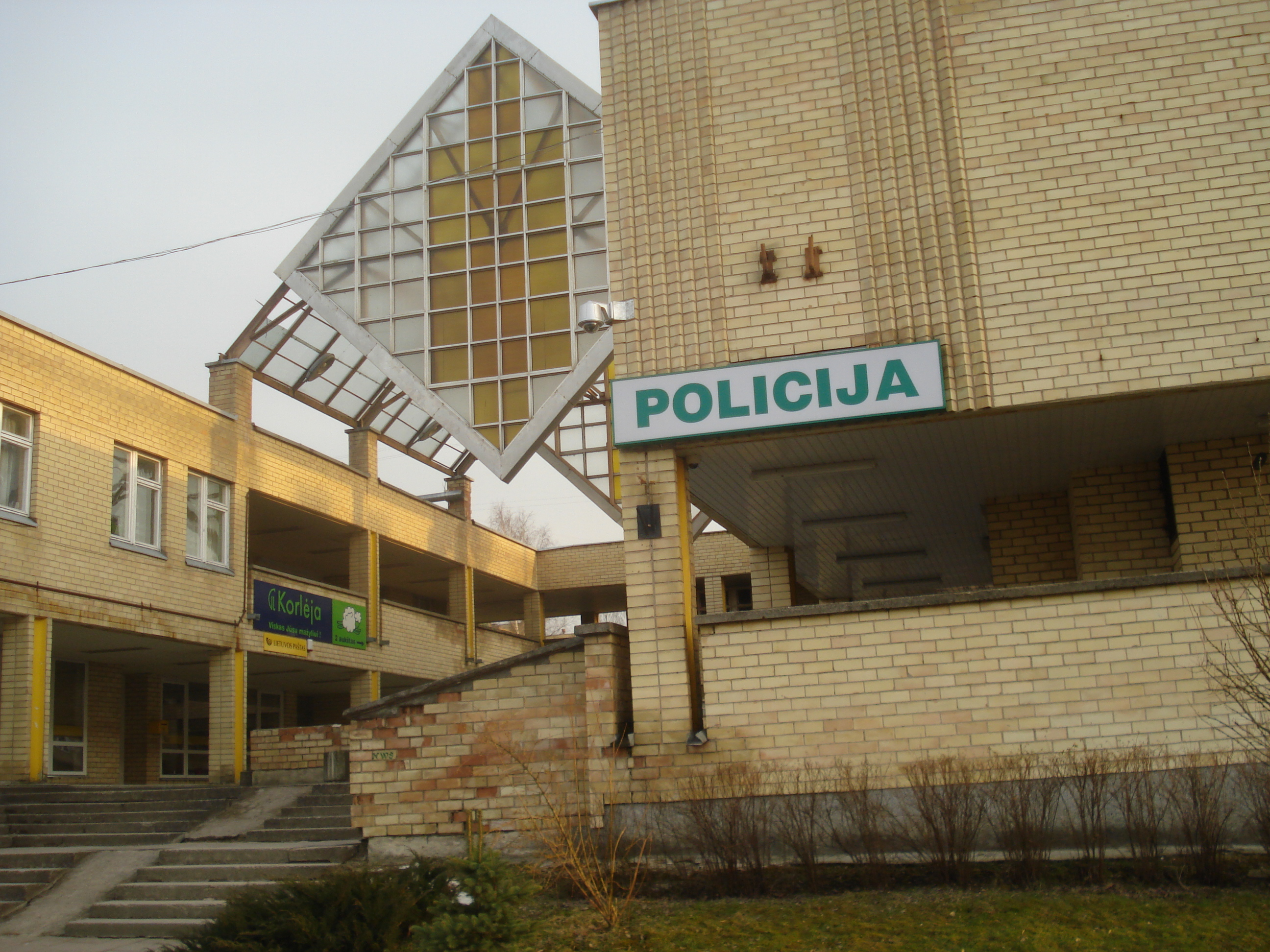
Комплекс предприятий бытового обслуживания

- здание Театра оперы и балета (1974; в то время считалось самым большим и современным театром в Прибалтике и самым крупным зданием культурного значения в Вильнюсе, общим объёмом в 120,5 тысяч м³ со зрительным залом на 1149 мест [4]),
- здание комплекса предприятий бытового обслуживания в Новой Вильне на улице Геровес 29 (1988),
- здание Штаба обороны Министерства охраны края на улице Тоторю (1998).